# Evropska skupnost za premog in jeklo
Evropska skupnost za premog in jeklo (ESPJ) je bila mednarodna organizacija, katere cilj je bilo poenotenje določenih držav celinske Evrope po drugi svetovni vojni. Formalno je bila ustanovljena leta 1951 s Pariško Pogodbo, podpisnice pa so bile Belgija, Francija, Italija, Luksemburg, Nizozemska in Zahodna Nemčija. ESPJ je bila prva mednarodna organizacija, ki je temeljila na nadnacionalni integraciji, pri čemer so države, ki so jo sestavljale, združile celoten nabor nacionalnih pooblastil. Pogodba je postopno vodila k oblikovanju in ustanovitvi Evropske Unije.
Ustanovitev ESPJ je predlagal francoski zunanji minister Robert Schuman 9. maja 1950 kot način, da se prepreči nova vojna med Francijo in Nemčijo. S tem predlogom je končal razpravo, ki je potekala že več let o možnih ciljih glede politične ter gospodarske združitve Zahodne Evrope. Hkrati je odprl nove perspektive, še posebej za zahodni del poražene Nemčije, katerega sodobne izkušnje so bile pet let po koncu vojne še vedno oblikovane s politikami okupacijskih sil in mednarodnim nadzorom nad Porurjem. Francija se je po vojni zbala, da bi se ponovno zgodil nemški gospodarski čudež in bi država ponovno postala svetovna velesila, kar si za svojo sosedo ni želela, in ker ji ni uspelo s Potsdamsko konferenco dokončno uničiti Nemčije, se je odločila za drugačen pristop – vodenje njenega gospodarstva. S tem si je zagotovila nadzor nad Nemčijo in jo pripravila k sodelovanju.

## Zgodovina

### Evropsko gospodarstvo po drugi svetovni vojni
Ko se je druga svetovna vojna približevala koncu, se je zahodna Evropa; še posebej Francija in Nemčija, soočila z ogromno nalogo obnove svojih skoraj popolnoma uničenih držav in gospodarstev. Po vojni je bilo evropsko gospodarstvo kar globoko v krizi, saj je skoraj vsaka država doživela določeno stopnjo uničene infrastrukture in izgube človeškega ter fizičnega kapitala. Po raziskavah naj bi bilo padlih 15,6 milijonov vojakov in 19,5 milijonov civilistov. Najbolj sta bili prizadeti Nemčija in Velika Britanija zaradi številnih bombnih napadov, ki sta si jih zadali ena od druge. Veliko število smrtnih žrtev in uničenje infrastrukture sta ustvarila slabe gospodarske razmere. Železniške mreže in ceste so bile uničene, kar je oviralo obnovo kritično poškodovanih območij in upočasnilo oživljanje gospodarstva - komunala, ogrevanje, električna napeljava, stanovanjski objekti, tovarne - so bili potrebni obnove. 
Francija, najbolj pomembna država pri ustanovitvi ESPJ, si je prizadevala za izboljšanje razmer doma prav zaradi omenjenih gospodarskih okoliščin. V članku "Le plan Monnet et l'économie française en 1950" (1950), avtor René Streiff, podrobno opiše vpliv vojne na francosko gospodarstvo. Avtor v delu navede načine, kako bi ga ponovno dvignili, tudi z načinom vodenja nemške industrije za premog in jeklo v Porurju in Posavju. Francija je zaradi svoje nemške okupacije (maj 1940) postala glavno žarišče med zavezniškimi in osijskimi sovražniki, kar je pustilo ogromno ekonomsko breme na državi po njeni osvoboditvi leta 1944. Nobenemu sektorju ni bilo prizaneseno: finančni sistem je bil uničen, komunikacijske linije hudo poškodovane, kmetijstvo je bilo zaustavljeno zaradi pomanjkanja gnojil, industrijski in proizvodni sektorji pa so zaostali zaradi nemških zaplenitev med vojno. Skupno je Streiff navedel izgubo v višini 4,983 milijarde frankov kot strošek nemške okupacije: 2,432 milijarde zaradi plenjenja, 1,832 milijarde zaradi splošnega uničenja premoženja in sredstev, preostanek pa je bila posledica obremenitev in stroškov, ki jih je naložil okupacijski režim in splošne vojne operacije. Vpliv na francosko gospodarstvo je imelo tudi pomanjkanje delavcev zaradi prisilnega dela v Service du Travail Obligatoire (STO) oz. po slovensko Zavod za obvezno zaposlovanje, kamor je bilo poslanih 650.000 Francozov v nacistično Nemčijo. Francija se je tako soočala z nalogo hitrega povečanja pogojev, potrebnih za izboljšanje življenjskega standarda svojih državljanov, obenem pa si zagotoviti gospodarsko neodvisnost.
Kljub svojemu strogemu nadzoru nad francoskimi viri in celo delovno silo je Nemčija ob koncu vojne doživljala enake, če ne še hujše pogoje. Država je bila v razsulu; moški, ki so bili dober primer delovne sile, so umrli na fronti, zaradi Hitlerjeve taktike požiganja zemlje, pa so bila uničena še pridelovalna polja. Leta 1945 je bilo uničenih 20% vseh stanovanj. Kot v mnogih drugih delih sveta je bila tudi lakota resnična grožnja. Leta 1947 je bila raven proizvodnje hrane na prebivalca le 51% ravni od leta 1938, torej eno leto pred nemškim napadom na Poljsko, kar gre za letnico začetka druge svetovne vojne. Poleg tega je bila raven nemške industrijske proizvodnje leta 1947 le tretjina ravni iz leta 1938. Nadzor cen nad pogostimi dobrinami, sistem ki ga je Hitler uvedel v tridesetih letih 20. stoletja, je ostal tudi po vojni, saj so se zavezniške sile dogovorile, da bodo ohranile nadzor nad cenami in razdeljevanjem hrane na svojih okupiranih območjih. Nemčija je tako potrebovala bistveno pomoč, da bi se lahko ponovno zgradila in bi s tem pripomogla k oblikovanju mirne in stabilne Evrope.

## Marshallov načrt
Da bi države, kot sta Francija in Nemčija, začele obnavljati svoje gospodarstvo, je bila prva naloga preprečiti možnost ponovnega konflikta. Kaznovanje poražencev vojne, kot je bilo storjeno v versajskem sporazumu po prvi svetovni vojni proti Nemcem in Avstrijcem, se je izkazalo za neizvedljivo možnost po opazovanju posledic sporazuma v Nemčiji z hiperinflacijo in vzponom nacizma. Zahod se je soočal z novo grožnjo širjenja sovjetske nevarnosti. Zato je bila potrebna nova rešitev, rešitev sprave in popravila. Evropsko stanje po vojni so tako vodile Združene države v reševanje razmer na stari celini.
Kot odgovor pomoči je prišel leta 1948 s predlaganim načrtom za obnovo, ki se je imenoval prav tako European Recovery Program (ERP) oz. po slovensko Evropski program za obnovo, pozneje znan kot Marshallov načrt. Program je skušal zagotoviti vsaki pripravljeni evropski državi, vključno s Sovjetsko zvezo, znatno finančno pomoč z namenom spodbujanja gospodarske obnove in rasti. Še en pomemben cilj, ki so ga s programom poskušale uresničiti ZDA, je bilo okrniti širnjenje komunizma. Sovjetska zveza je zavrnila pomoč in tudi preprečila, da bi jo prejele njene vzhodnoevropske satelitske države. Kljub temu je v programu sodelovalo 16 drugih evropskih držav, vključno z Združenim kraljestvom, Francijo in Zahodno Nemčijo. Skupno so ZDA prispevale več kot 13 milijard dolarjev pomoči, sprva v obliki pošiljk hrane, osnovnih dobrin, goriva in strojev. Protokol programa, ki se je uradno ustavil leta 1951, so zajemali tudi ameriška vlaganja v industrijsko zmogljivost, kar je spodbudilo nadaljnjo rast in neodvisnost evropskih gospodarstev.

## Problem Nemčije
Glavna grožnja miru in stabilnosti na evropski celini je bila pred maščevalno Nemčijo, ki bi se vrnila na predvojno moč. Začetne predloge o zatiranju zahodnonemškega gospodarstva so hitro zavrnili, predvsem zaradi strahu, da bi to vodilo v zamerljivost in nov konflikt, kot se je zgodilo po prvi svetovni vojni in vzponu nacizma.
Brez večjih zunanjih ovir bi bil nemški povratek neizogiben. Država, še posebej na zahodnem ozemlju, ki so ga zasedali zavezniki, je ohranila izkušnje in tehnološko znanje izpred vojne, kar je omogočilo velik potencial za povratek svoje industrije na konkurenčno raven. Nemčija je imela tudi prednost: nadzor nad Porursko regijo, industrijskim središčem Zahodne Evrope, ki jim je omogočal veliko in stalno oskrbo s premogom ter s tem tudi jeklom. Sprva je bila proizvodnja premoga in jekla v tej regiji nadzorovana s strani zasedenih zavezniških sil prek Mednarodne uprave za Porurje oz. v angleščini Authority for the Ruhr. Ta je zaradi strahu pred vse močnejšo nemško državo določala kontrolo proizvodnje nekaj let po vojni.

## Začetki podpisa pogodbe
Sodelovanje Francije z bivšim okupatorjem je ostro nasprotovalo ustaljeni francoski zunanji politiki. V zgodnjih razpravah o integriranem evropskem projektu so se odločevalci soočali z dvema nastajajočima konceptoma o najboljšem načinu upravljanja integrirane Evrope; medvladnost na eni strani, in nasprotujoča si ideji nadnacionalizma na drugi.
Sprva so se pogajanja o ESPJ začela predvsem med dvema glavnima silama Evrope: Francijo in Nemčijo. Prvo pobudo združenja je podal Jean Monnet, višji državni uslužbenec, ki je spoznal prednosti gospodarskega načrtovanja v ZDA in nauke uspešno uporabil v francoskem načrtovalskem sistemu. Svojo zamisel je nato predstavil francoskemu zunanjemu ministru Robertu Schumanu. Ideja povezovanja industrije premoga in jekla je bila pomembna iz vidika oboroževanja oz. vojne: jeklo za proizvodnjo orožja in premog za zagotavljanje energije za tovarne, ki bi lahko proizvajale orožje. Monnet je trdil, da bi avtoriteta, ki bi bila neodvisna od nacionalnih interesov, močno zmanjšala verjetnost vojne, vsaj take z obsegom prejšnjih dveh.
Konrad Adenauer, kancler Zahodne Nemčije, je podprl Monnetov predlog za tesnejše vezi z zahodno sosedo v obliki skupnosti premogovnih in jeklarskih trgov. Kljub izgubi nekaterih industrijskih prednosti lastne države, vključno z razpadom Deutsche Kohlen-Verkaufsgesellschaft, premogovnega kartela v dolini Ruhr, ki je nadziral skoraj celotno nemško premogovništvo, je imel Adenauer veliko za pridobiti s tesnim povezovanjem s Francijo. S tem je Nemčija dokazala, da je pripravljena sodelovati z Zahodno Evropo namesto da bi jo poskušala obvladati, kot je to počela v nedavni zgodovini, Adenauer pa je upal, da bo pridobil demokratično legitimnost in razširil mednarodno prisotnost Nemčije. Avtorica Poelmans poudarja, da bi to na koncu Nemčiji omogočilo, da bi znova pridobila pravice suverene države in obnovila svoje uničeno gospodarstvo.
Nadaljnja pogajanja o ustanovitvi ESPJ so vključevala še štiri druge članice: Belgijo, Nizozemsko, Luksemburg in Italijo. Čeprav so bila pogajanja sprva odprta za vso Evropo, so dogodki hladne vojne izključili vzhodnoevropske države. Velika Britanija se ni udeležila pogajanj zaradi domače politike, saj je nedavno izvolila laburistično vlado, ki je nameravala nacionalizirati industrijo, vključno s premogom in jeklom. Pogajanja so nato potekala med zgoraj omenjenimi državami, ki so bile ekonomsko povezane s Francijo in Nemčijo ter so z njima delile industriji-namenjeno območje. Italija se je pridružila pogajanjem zaradi potrebe po ponovni vzpostavitvi mednarodne legitimnosti po porazu v drugi svetovni vojni ter boja proti domačemu komunizmu.
Pogajanja so se zapletla, ko se je izkazalo, da je bil Schumanov načrt preveč pristranski v korist francoskih nacionalnih interesov. Monnet in Schuman sta želela neoviran dostop do nemških jeklarn in premogovnih rezerv v Porurju, vendar so Nemci na koncu obdržali nadzor nad območjem in Francozom zagotovili le omejen dostop do virov. Nizozemci so zavrnili Monnetove in Schumanove ambicije ter vztrajali pri ustanovitvi Sveta ministrov namesto visoko neodvisnega nadnacionalnega telesa, kar je privedlo do manj ambicioznega rezultata, kot sta si prvotno želela.

## Pariška pogodba: vzpostavitev ESPJ
Pogajanja so se zaključila 18. aprila 1951, ko je "originalnih šest" držav podpisalo Pariško pogodbo, s čimer je bila uradno ustanovljena ESPJ. Eno leto kasneje je Skupnost začela z delovanjem. Pogodba je ustvarila naslednje institucije:
1. Visoka oblast oz. High Authority, je bil kolegijski in nadnacionalni izvršni organ, ki je kasneje postal Evropska komisija. Bil je podprt s posvetovalnim odborom, ki je zastopal proizvajalce, delavce, potrošnike in trgovce, njeni delovni postopki pa so bili kasneje združeni v Evropski ekonomsko-socialni odbor,
2. Narodna skupščina, ki je bila razpravljajoči organ, ki je nato postal Evropski parlament,
3. Posebni Svet ministrov, izvršni organ za usklajevanje dela Visoke oblasti z vladami, odgovornimi za splošno gospodarsko politiko svojih držav. Ta je pozneje postal Svet Evropske unije,
4. Sodišče, organ odgovoren za upravno pristojnost Skupnosti in mednarodno sodišče, zdaj Sodišče Evropske unije.

Pogodba je tudi jasno opredelila cilje, ki so bili navedeni v uvodu. Najpomembnejše jim je predstavljalo ohranjanje miru, saj je bilo to omenjeno kar trikrat v samem začetku. Poleg tega je pogodba zahtevala odpravo starih rivalstev, izogibanje krvavim konfliktom in znatno povečanje standarda življenja v vsaki članici. Načela organizacije so vključevala tudi urejeno oskrbo na skupnem trgu za premog in jeklo, enak dostop do virov proizvodnje za potrošnike v Skupnosti, prepoved diskriminacije cen in zahtevo po sistematični razširitvi in modernizaciji proizvodnje.
Čeprav podpisana pogodba v Parizu ni dosegla prvotnih ambicij Jean Monneta in Roberta Schumana, je končni izdelek uspel vzpostaviti institucije, ki so bile sposobne koordinirati premog in jekleno industrijo šestih članic.

## Evropska obrambna skupnost
Korejska vojna (1950-1953) je še razširila obseg evropske integracije. Vojno so videli kot možnost novega svetovnega bojevanja, kar je spodbudilo ZDA, da so zaprosile Evropo za vojaško pomoč. Sprva se je Francija upirala Trumanovi ideji, vendar se je pojavil nov načrt, razvit s strani Monneta, ki ga je predstavil francoski premier René Pleven: načrt bi dovolil remilitarizacijo Nemčije, vendar le znotraj organizacijskega okvira Evropske obrambne skupnosti oz. European Defence Community (EDC). Še pomembneje pa so pogovori med državami glede EDC privedli tudi do predloga za Evropsko politično skupnost, ki bi odločala o zunanji politiki. Na tej stopnji se je zdelo, da je “združena” Evropa z enotnim vojaškim dežnikom in enotno zunanjo politiko, dejansko verjetna.Vendar končni predlog ni bil ratificiran v francoskem parlamentu, zaradi česar je večina zagona za Evropsko politično skupnost izpuhtela. Zamisel o združeni evropski vojski je dokončno izginila z vključitvijo zahodnonemških sil v NATO leta 1955.

## Povezovanje evropskih skupnosti

### Rimske pogodbe
V svojih prvih dveh desetletjih je ESPJ doživela tako uspehe kot neuspehe. Ob ustanovitvi je bila Skupnost oblikovana z dvema glavnima ciljema: spodbujati gospodarsko rast in širitev skozi sodelovanje ter ohranjati zahodno Nemčijo majhno. Slednje je bilo neuspešno. Veliko nemških podjetij je dominiralo na trgu premoga in jekla v zahodni Evropi, kar pa kljub bojaznim ni imelo slabih posledic, celo obratno, izid tega je bil koristen tako za ESPJ kot za Evropo kot celoto. Organizacija za premog in jeklo je tako pritiskala na nacionalne vlade, da prenesejo odgovornost omenjenega gospodarskega področja na novo ustanovljene institucije ter razširijo obseg evropskega upravljanja.
Prvi razširitveni korak je prišel v obliki Evropske skupnosti za atomsko energijo (EURATOM), ki je želela integrirati atomsko industrijo Evrope. Naslednji predlagani projekt je bila Evropska gospodarska skupnost (EEC). Leta 1957 sta bili obe organizaciji uradno ustanovljeni s podpisom Rimskih pogodb. Pogajanja in končni rezultati rimskih pogodb poudarjajo pomembnost in vpliv ESPJ pri spodbujanju ideje evropske integracije. Cilji vseh skupnosti so bili podobni - sodelovanje in ekonomska rast.

## Maastrichtska pogodba
Združeno kraljestvo se je leta 1961 poskušalo vključiti v evropsko integracijo (EEC), vendar je bil tokrat francoski predsednik Charles de Gaulle tisti, ki je bil zadržan glede vključitve Britanije v evropski projekt. De Gaulle se je oddaljeval od Združenih držav Amerike in njenih zavezniških držav ter svojo pozornost vse bolj usmerjal proti Aziji.Tako je njegovo neodobravanje Združenega kraljestva k vstopu v EEC izhajalo iz strahu, da bi Britanija delovala zgolj kot prvak ameriške vladne politike, če bi bilo sprejeto v Skupnost. VB se je pridružila skupnosti štiri leta po odstopu Gaulleja. Malo zatem tudi Irska in Danska. V naslednjih desetletjih so številne države sledile zgledu, pri čemer so Grčija, Portugalska in Španija vse vložile prošnje za članstvo v upanju, da bi okrepile svoje novo ustanovljene demokracije, obnovile svojo mednarodno podobo in prejele nujno potrebno gospodarsko pomoč. Države so bile motivirane za pridružitev zaradi pozitivnih vplivov novega integracijskega projekta. S povečevanjem članstva je EEC oblikoval nov cilj prehoda na enotni trg: popolnoma novo raven evropske integracije.
| Datum priključitve | Število držav | Priključene članice                                                   |
| 23.07.1952         | 6             | Belgija, Francija, Italija, Luksemburg, Nizozemska in Zahodna Nemčija |
| 1.01.1973          | 9             | Danska, Irska, Velika Britanija                                       |
| 1.01.1981          | 10            | Grčija                                                                |
| 1.01.1986          | 12            | Portugalska in Španija                                                |
| 1.01.1995          | 15            | Avstrija, Finska in Švedska                                           |

Vendar so se pojavile ovire, saj je Evropa v sedemdesetih letih prejšnjega stoletja naletela na mednarodno krizo s surovo nafto in nenaden konec močne povojne gospodarske rasti. Soočala se je tudi z naraščajočim izzivom tekmovanja s pogosto cenejšimi in bolj zanesljivimi izdelki iz Združenih držav ter nastajajočih azijskih gospodarstev, kot sta Japonska in Južna Koreja. Evropejci so tako imeli več motivacije kot kdajkoli prej, da maksimizirajo ekonomije obsega in se naučijo tekmovati na globalni ravni. Po koncu kriz se je začelo oblikovanje koncepta enotnega evropskega trga, ki je zaživel z Enotnim evropskim aktom (EEA).
EEA in njegov program enotnega trga je bil sprejet med vsemi člani EEC. Njegova glavna ambicija je bila povečati izdatke za gospodarsko in socialno kohezijo ter približati revnejše države normi gospodarstva Skupnosti. Enotni evropski akt je uspel narediti evropske izdelke bolj konkurenčne na globalnem trgu deloma z odstranitvijo netarifnih ovir (NTB) in spodbujanjem sodelovanja podjetij čez nacionalne meje. Uspeh programa enotnega trga se je izkazal za največji napredek v procesu integracije Evrope od Pogodbe iz Rima leta 1957. Vendar pa program sam po sebi ni bil cilj, temveč korak k drugemu cilju, in sicer k ekonomski in politični uniji.
Leta 1992 je bil ta naslednji cilj uresničen z Maastrichtsko pogodbo, ki je uradno združila EEC v Evropsko unijo (EU). Naslednji cilj je bil torej ambiciozna misija ustvarjanja denarne unije, kjer bi imeli člani ne le skupni trg, temveč tudi skupno valuto in enotno centralno banko. Kljub zadržkom držav (Združeno kraljestvo) in negotovost koristi skupne valute je načrt končno zaživel z uvajanjem evra leta 2002.

## Donosi in neuresničitev ciljev ESPJ
Evropska skupnost za premog in jeklo, rojena iz Schumanove deklaracije maja 1950, ni dejansko zaživela do odprtja skupnega trga za premog in jeklo tri leta kasneje. Gilbert Mathieu, avtor dela Zgodovina ESPJ: dobri in slabi časi, trdi da organizacija ni zaslužena za razvoj evropske industrije, kajti po vsem svetu so se premogovniki soočali s konkurenco nafte, elektrike in plina - predvsem iz Rusije in Japonske. Proizvodnja premoga se je zmanjšala za 28% od leta 1952, kar Mathieu ne krivi Skupnosti. Tudi ne pripisuje ji povečanja proizvodnje jekla, ki se je v 17 letih v Skupnosti povečala s 42 milijonov na 107,3 milijona ton. Sprememba so bile “diskriminatorne” železniške tarife, ki so jih zamenjale "direktne tarife", ki so se nanašale samo na prevoženo razdaljo vlakov (in ne na njihovo državo izvora). To je imelo dvojni učinek: zmanjšanje cen jekla in proizvajalcem jekla povečanje sposobnosti financiranja novih naložb, saj so imeli več sredstev na voljo zaradi zmanjšanja transportnih stroškov.
Ne glede na omenjeno, pa je raziskava iz leta 2013 pokazala pozitivne posledice Skupnosti, ki jih je imela za ekonomsko stanje članic. Slednje so:
- finančni donosi: zmanjšanje stroškov, povečanje produktivnosti, prihranki pri energiji in surovinah ter povečanje tržnega deleža,
- vprašanja glede zdravja in varnosti,
- razvoj znanja, vključno z modeliranjem,
- razvoj inovativnih aplikacij,
- načini za boljšo rabo premoga in jekla

Uspeh ESPJ se je kazal tudi na področju socialne varnosti. V obdobju petnajstih let je financiral približno 112.500 stanovanj za delavce v skupnosti, pri čemer je povprečno plačal 1.770 dolarjev (9.735 frankov) na stanovanje. To je pogosto omogočilo delavcem, da so si lahko privoščili polog za nakup nepremičnine.
Skupnost pa ni uspela doseči vseh ciljev, ki so bili podani v pariški pogodbi. Matieu navaja 3 ključna področja:
1. Nadzor nad železarskimi in jeklarskimi podjetji: ESPJ je želela omejiti moč železarskih in jeklarskih podjetij v Evropi, da bi preprečila ponovni vzpon skupin, ki so podpirale Hitlerja. Vendar ta cilj ni bil dosežen. Nemška podjetja so znova zgradila močne imperije, in nadzor Evrope ni mogel slediti naraščajočemu številu združitev. Danes vodilno podjetje (Thyssen) proizvede 5-krat več jekla kot prej, in deset gigantov nadzoruje 60% skupne proizvodnje. Evropska unija ima malo nadzora nad tem.
2. Borba proti cenovnim dogovorom: Kljub pravilom Skupnosti o preglednosti cen so vodilna železarska in jeklarska podjetja še naprej določala cene. Le Belgija se je upirala tem prizadevanjem.
3. Izenačevanje plač: Pogodba je stremela k izenačevanju plač, a še vedno obstajajo pomembne razlike; npr. nizozemski jeklar stane podjetje 38% več kot njegov francoski kolega.

Danes EU uspešno zagotavlja prost pretok ljudi, blaga, storitev in kapitala pri čemer je evro uradna valuta za več kot 175 milijonov ljudi v 19 državah. Uspeh evropske integracije, ki izvira že iz petdesetih let prejšnjega stoletja s podpisom Evropske skupnosti za premog in jeklo se kaže s povečanjem obsega zahodnoevropskih izvozov za skoraj 50-krat v primerjavi z ravnjo po koncu druge svetovne vojne. Tudi trgovina znotraj Evrope je dosegla še nikoli dosežene višine, gibanje kapitala znotraj Unije pa je skoraj popolnoma prosto.

## Podrobnejši pregled

### Časovni trak zgodovine pogodb
| Podpisan Veljaven Dokument    | 1948 Bruseljska pogodba                                          | 1951 1952 Pariška pogodba   | 1954 1955 Modificirana bruseljska pogodba   | 1957 1958 Rimska pogodba                    | 1965 1967 Pogodba o združitvi               | 1975 N/A Sklep Evropskega sveta             | 1985 1995 Schengenski sporazum              | 1986 1987 Enotni evropski akt               | 1992 1993 Maastrichtska pogodba             | 1992 1993 Maastrichtska pogodba | 1997 1999 Amsterdamska pogodba | 2001 2003 Pogodba iz Nice | 2007 2009 Lizbonska pogodba | 2007 2009 Lizbonska pogodba |  |
|                               |                                                                  |                             |                                             |                                             |                                             |                                             |                                             |                                             |                                             |                                 |                                |                           |                             |                             |  |
| Trije stebri Evropske unije : |                                                                  |                             |                                             |                                             |                                             |                                             |                                             |                                             |                                             |                                 |                                |                           |                             |                             |  |
| Evropske skupnosti:           |                                                                  |                             |                                             |                                             |                                             |                                             |                                             |                                             |                                             |                                 |                                |                           |                             |                             |  |
|                               | Evropska skupnost za jedrsko energijo (EURATOM)                  |                             |                                             |                                             |                                             |                                             |                                             |                                             |                                             |                                 |                                |                           |                             |                             |  |
|                               |                                                                  |                             | Evropska skupnost za premog in jeklo (ESPJ) | Evropska skupnost za premog in jeklo (ESPJ) | Evropska skupnost za premog in jeklo (ESPJ) | Evropska skupnost za premog in jeklo (ESPJ) | Pogodba potekla l. 2002                     | Pogodba potekla l. 2002                     | Pogodba potekla l. 2002                     |                                 | Evropska unija (EU)            | Evropska unija (EU)       |                             |                             |  |
|                               |                                                                  |                             | Evropska gospodarska skupnost (EGS)         |                                             |                                             |                                             |                                             |                                             |                                             |                                 | Evropska unija (EU)            | Evropska unija (EU)       |                             |                             |  |
|                               |                                                                  |                             |                                             | Schengenska pravila                         |                                             |                                             | Evropska skupnost (EC)                      | Evropska skupnost (EC)                      |                                             |                                 | Evropska unija (EU)            | Evropska unija (EU)       |                             |                             |  |
|                               |                                                                  | TREVI                       | TREVI                                       | TREVI                                       | Pravo in notranje zadeve                    |                                             | Evropska skupnost (EC)                      | Evropska skupnost (EC)                      |                                             |                                 | Evropska unija (EU)            | Evropska unija (EU)       |                             |                             |  |
|                               | Policijsko in pravosodno sodelovanje v kazenskih zadevah (PPSKZ) | TREVI                       | TREVI                                       | TREVI                                       | Pravo in notranje zadeve                    |                                             |                                             |                                             |                                             |                                 | Evropska unija (EU)            | Evropska unija (EU)       |                             |                             |  |
|                               |                                                                  |                             |                                             |                                             | Evropsko politično sodelovanje (EPS)        | Skupna zunanja in varnostna politika (SZVP) | Skupna zunanja in varnostna politika (SZVP) | Skupna zunanja in varnostna politika (SZVP) | Skupna zunanja in varnostna politika (SZVP) |                                 | Evropska unija (EU)            | Evropska unija (EU)       |                             |                             |  |
| Nepovezana telesa             | Nepovezana telesa                                                | Zahodnoevropska unija (WEU) | Zahodnoevropska unija (WEU)                 | Zahodnoevropska unija (WEU)                 | Zahodnoevropska unija (WEU)                 | Zahodnoevropska unija (WEU)                 | Zahodnoevropska unija (WEU)                 |                                             |                                             |                                 |                                | Evropska unija (EU)       |                             |                             |  |
| Nepovezana telesa             | Nepovezana telesa                                                | Zahodnoevropska unija (WEU) | Zahodnoevropska unija (WEU)                 | Zahodnoevropska unija (WEU)                 | Zahodnoevropska unija (WEU)                 | Zahodnoevropska unija (WEU)                 | Zahodnoevropska unija (WEU)                 | Pogodba preklicana l. 2011                  |                                             |                                 |                                |                           |                             |                             |  |
|                               |                                                                  |                             |                                             |                                             |                                             |                                             |                                             |                                             |                                             |                                 |                                | p · p · u · z             |                             |                             |  |

## Institucije
| Slika | Predsednik       | Država   | Začetek mandata                  | Konec mandata                    | Oblast                |
| ----- | ---------------- | -------- | -------------------------------- | -------------------------------- | --------------------- |
|       | Jean Monnet      | Francija | 10. avgusta 1952                 | 3. junija 1955                   | Monettova oblast      |
|       | René Mayer       | Francija | 3. junija 1955                   | 13. januarja 1958                | Mayerjeva oblast      |
|       | Paul Finet       | Belgija  | 13. januarja 1958                | 15. septembra 1959               | Finetova oblast       |
|       | Piero Malvestiti | Italija  | 15. septembra 1959               | 22. oktobra 1963                 | Malvestitijeva oblast |
|       | Rinaldo Del Bo   | Italija  | 22. oktobra 1963                 | 6. julija 1967                   | Del Bo-jeva oblast    |
|       | Albert Coppé     | Belgija  | vmesno (1. Marec-5. julija 1967) | vmesno (1. Marec-5. julija 1967) | Coppéjeva oblast      |